# Kurt Lau
Kurt Lau (12 de abril de 1916 - 30 de abril de 1993) foi um piloto alemão da Luftwaffe durante a Segunda Guerra Mundial. Voou 897 missões de combate, nas quais abateu duas aeronaves inimigas e 80 tanques inimigos. Foi condecorado com a Cruz de Cavaleiro da Cruz de Ferro depois de ter completado a sua missão n.º 700. Depois da guerra, serviu na Bundeswehr entre 1952 e 1972.